# Войовничі бобри
«Войовничі бобри» — радянський мультфільм, знятий на студії «Союзмультфільм» у 1939 році. Одна з ранніх робіт Дмитра Бабиченка та Олександра Бєлякова, які стояли біля витоків радянської мультиплікації (анімації). У створенні фільму як художник-мультиплікатор взяв участь Борис Дежкін, який згодом прославився поряд фільмів як сценарист і режисера.
Фільм знаходиться в громадському надбанні, оскільки випущений понад 70 років тому. У деяких джерелах він належить до класичних зразків радянської мультиплікації. Мультфільм зроблений у діснеївському стилі, використано кіномузичне озвучування.

## Сюжет
Сім'я бобрів після повені потрапляє на безлюдний острів, де починає влаштовувати своє життя. Але на ту ж ділянку суші хвилями викидає злу рись, яка починає полювати на бобрів. Але завдяки кмітливості сім'я перемагає ворога.

## Знімальна група
| Режисер       | Д. Бабиченко     |
| Сорежисер     | А. Біляков       |
| Композитор    | н. Богословський |
| Художник      | А. Баженов       |
| Аніматори     | Б. Дежкін та ін. |
| Оператор      | Н. Соколова      |
| Звукооператор | С. Ренський      |

## Перевидання на DVD
- Золота колекція «Союзмультфільм» — [38 DVD] (на DVD № 4) .
- Золота колекція мультфільмів 1936—1998 р. — [37 DVD] (на диску № 10)